# Глушньов Геннадій Захарович
Генна́дій Заха́рович Глушньо́в (31 липня 1940, Байкит — 19 серпня 1999, Некрасове) — український російськомовний поет; член Спілки радянських письменників України з 1987 року.

## Життєпис
Народився 31 липня 1940 року в селі Байкиті (нині Евенкійський район Красноярського краю, Російська Федерація). 1969 року закінчив літературний факультет Єнісейського державного педагогічного інституту.
Працював у місті Єнісейську в розвідувальній групі, друкарні, газеті «Енисейская правда»; протягом 1974—1994 років — робітник садівничої бригади у Криму. Помер в селі Некрасовому 19 серпня 1999 року.

## Творчість
Писав для дітей. Автор збірок:
- «Черничный человек» (Москва, 1984);
- «Кузнецы — кузнечики» (Москва, 1984);
- «На грядке» (Москва, 1985);
- «Две ладошки» (Київ, 1985),;
- «Подарите мне коня» (Сімферополь, 1985);
- «В грушевом саду» (Москва, 1986);
- «Старшая сестра» (Москва, 1987);
- «Невидимые домики» (Київ, 1988);
- «Утреннее эхо» (Москва, 1989);
- «Желанный гость» (Москва, 1990);
- «Упрямый воробей» (Москва, 1991);
- «Кукла выпачкала платье» (Київ, 1992).